# Башибузуки

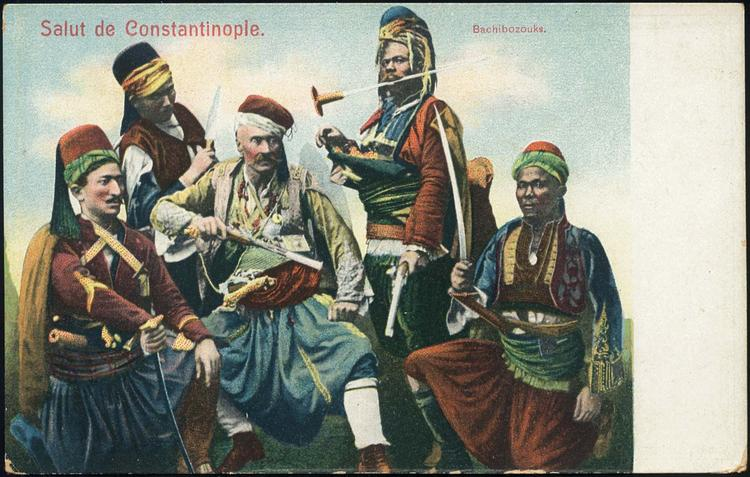
Башибузуки. Османська листівка.

Башибу́зуки (осман. باشی بوزوق başıbozuk, IPA: [baʃɯboˈzuk]
, «дурноголовий») — вояки іррегулярної піхоти Османської імперії XIX століття. Набиралися з незаможного мусульманського населення — турків, курдів, черкесів, албанців, арабів. Відзначалися браком дисципліни, мародерством та масовими вбивствами цивільного населення.

## Історична довідка
Башибузуків зазвичай вербували з найбільш войовничих племен Османської держави, переважно в Албанії та Малій Азії. Слово башибузук у дослівному перекладі з турецької означає «з дурною головою», а у вільному — «хворий на голову». Уряд надавав цим військам зброю і продовольство, але вони не отримували платні. Зброя башибузуків складалася зі списа завдовжки 3-х метрів, шаблі, башибузуки також могли мати при собі пістолети і кинджали.
У війнах проти європейських держав башибузуки зазвичай виявлялися зовсім неспроможними. Організувати їх і дисциплінувати було неможливо, і в цьому напрямку не допомогли навіть зусилля іноземних генералів, які бралися за це (французький генерал Юссуф, англійський Бітсон). Щоб покласти край їх мародерству та неймовірній жорстокості і насильству, які вони чинили над мирними жителями в країні, османські регулярні війська не раз змушені були роззброювати башибузуків. Повною мірою проявили вони свої розбійницькі нахили при придушенні Квітневого повстання в Болгарії, а також в останній російсько-османській війні 1877-78 років. Так що ім'я башибузуків стало загальним для характеристики людини, здатної на вкрай обурливе за своєю жорстокістю насильство. Репресивна діяльність башибузуків описана В. С. Соловйовим у заснованій на документальному матеріалі повісті «Три розмови».

## Галерея

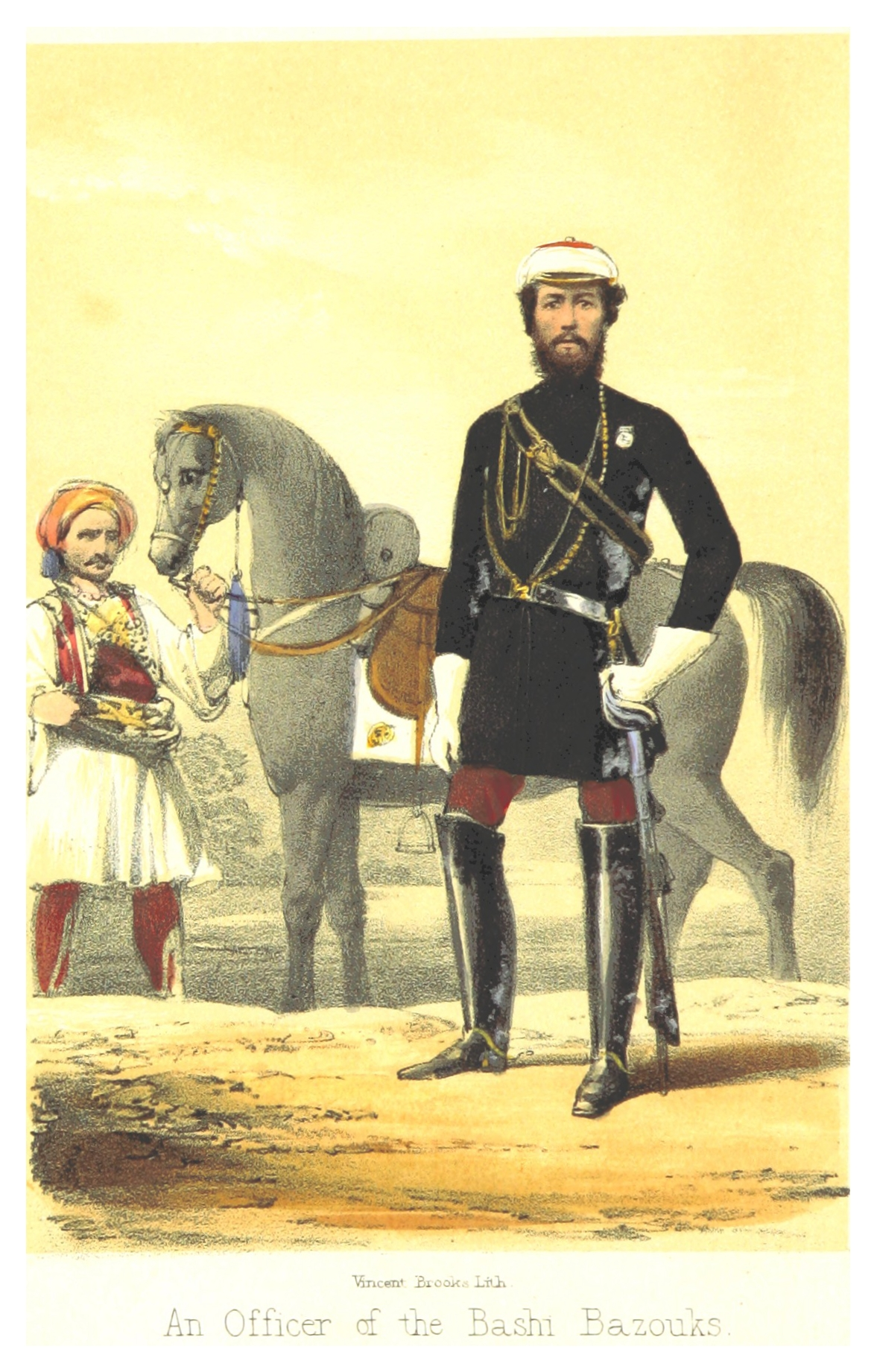
Офіцер башибузуків
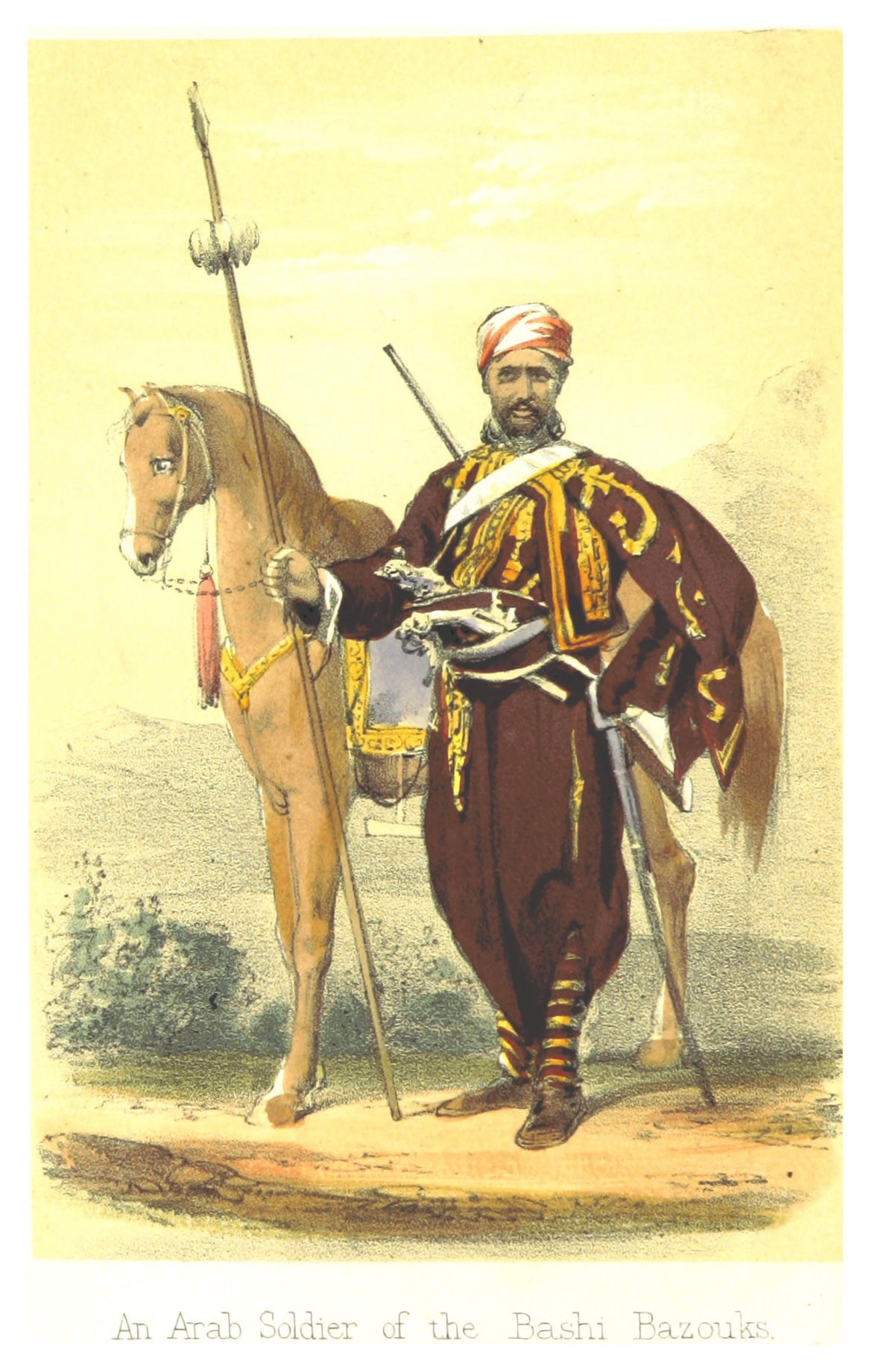
Башибузук-араб (1857)
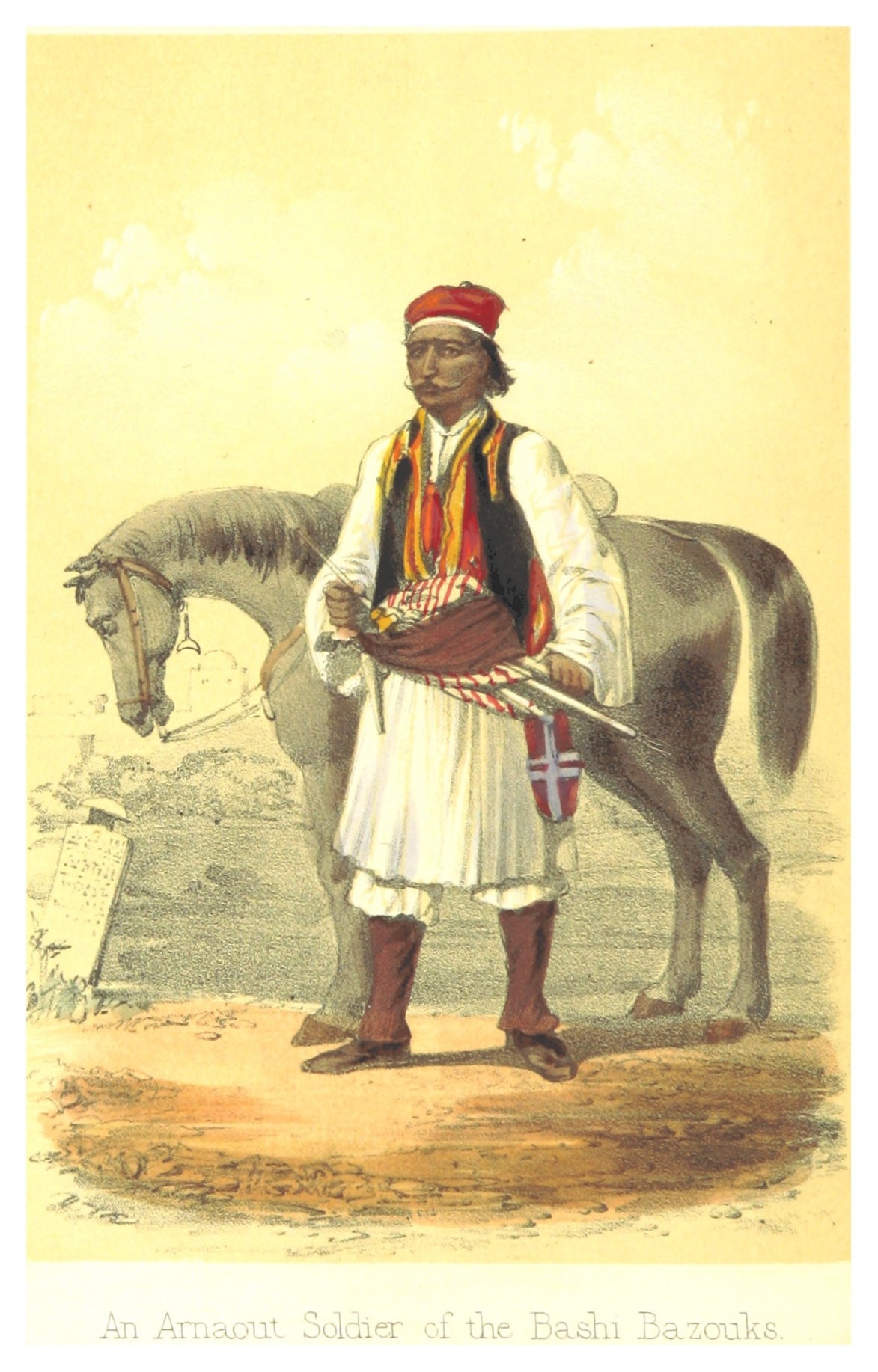
Башибузук-сирієць (1857)
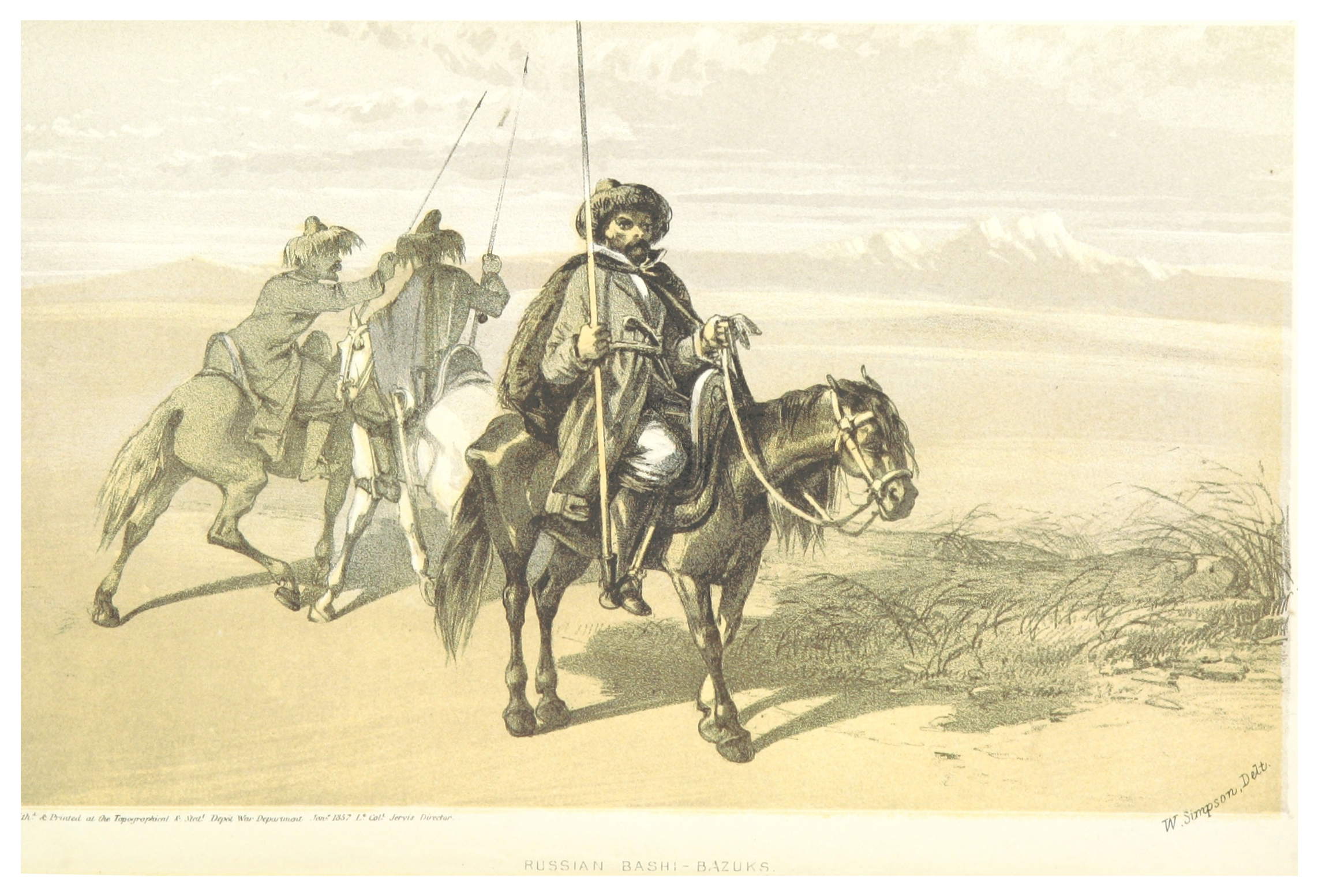
Російські башибузуки (1857)
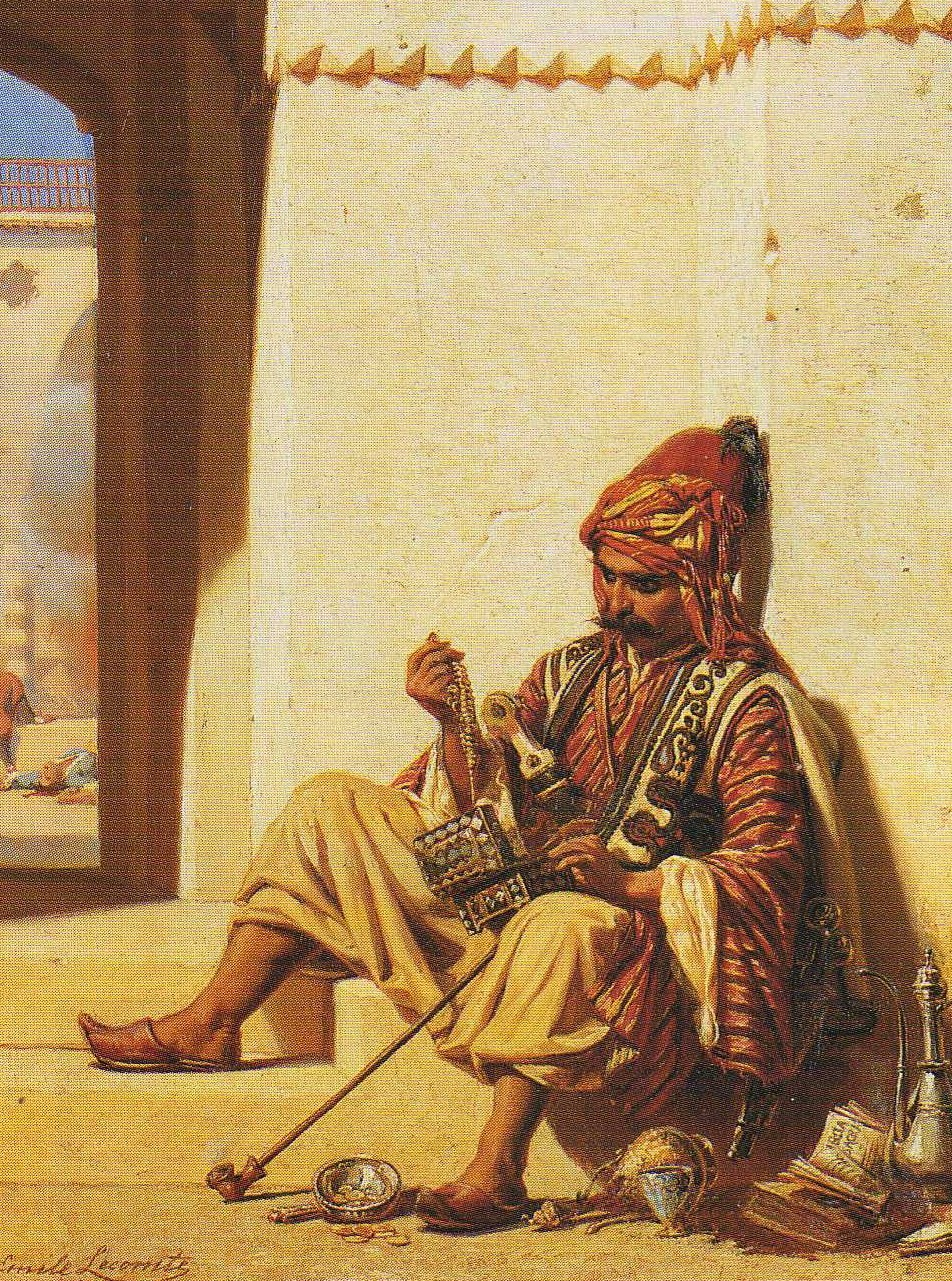
Башибузук (1862)
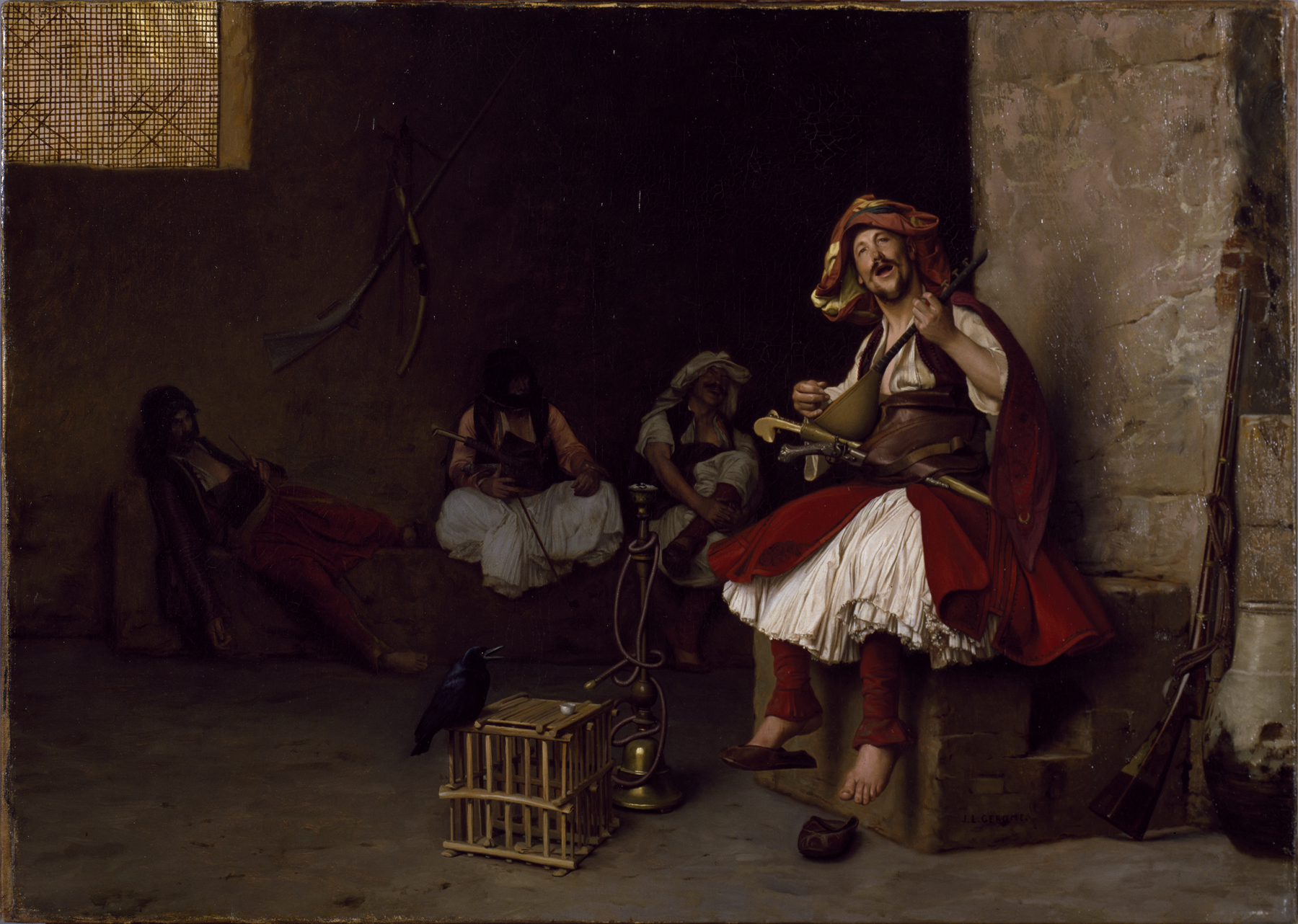
Башибузуки співають (1868)
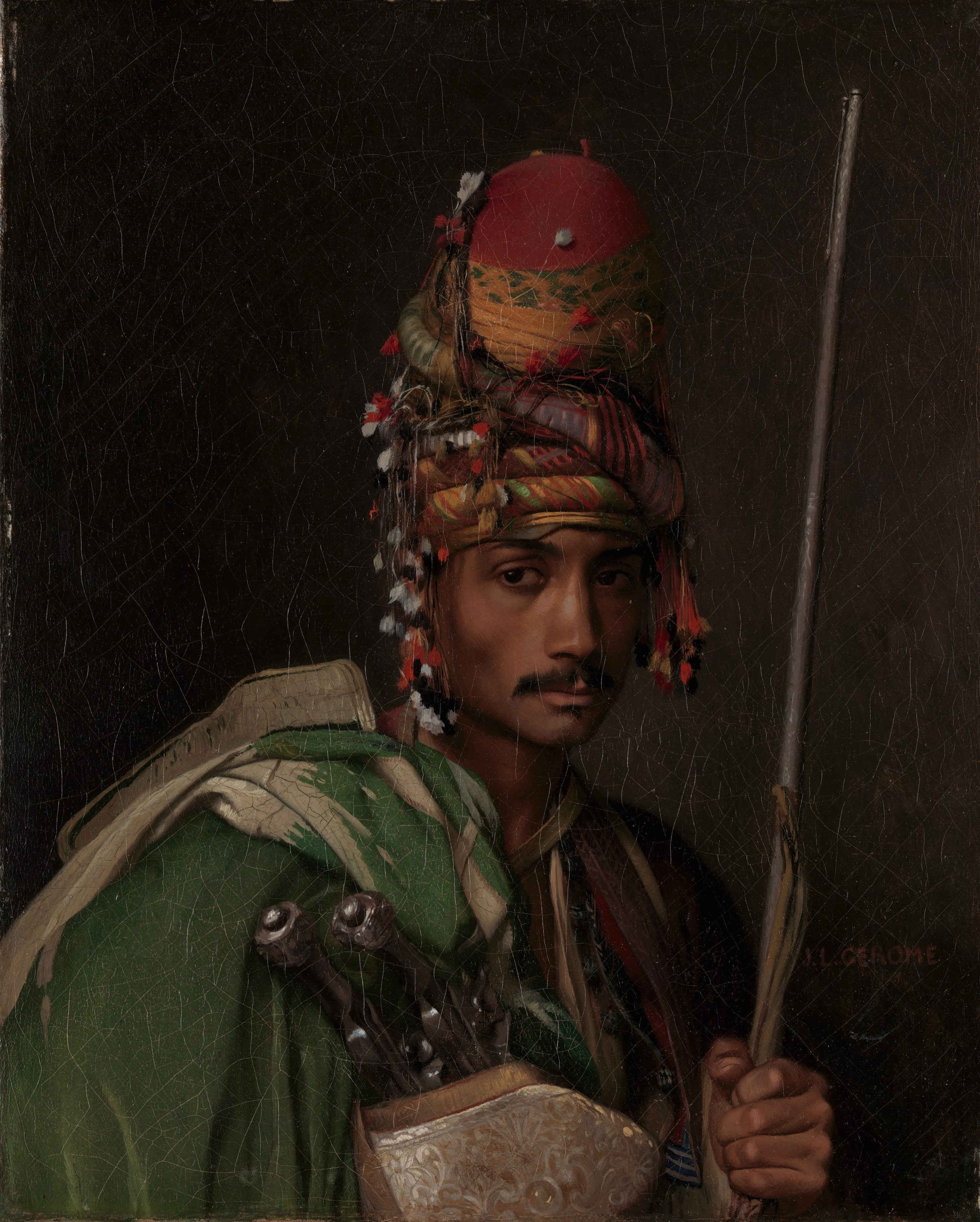
Башибузук (1869)
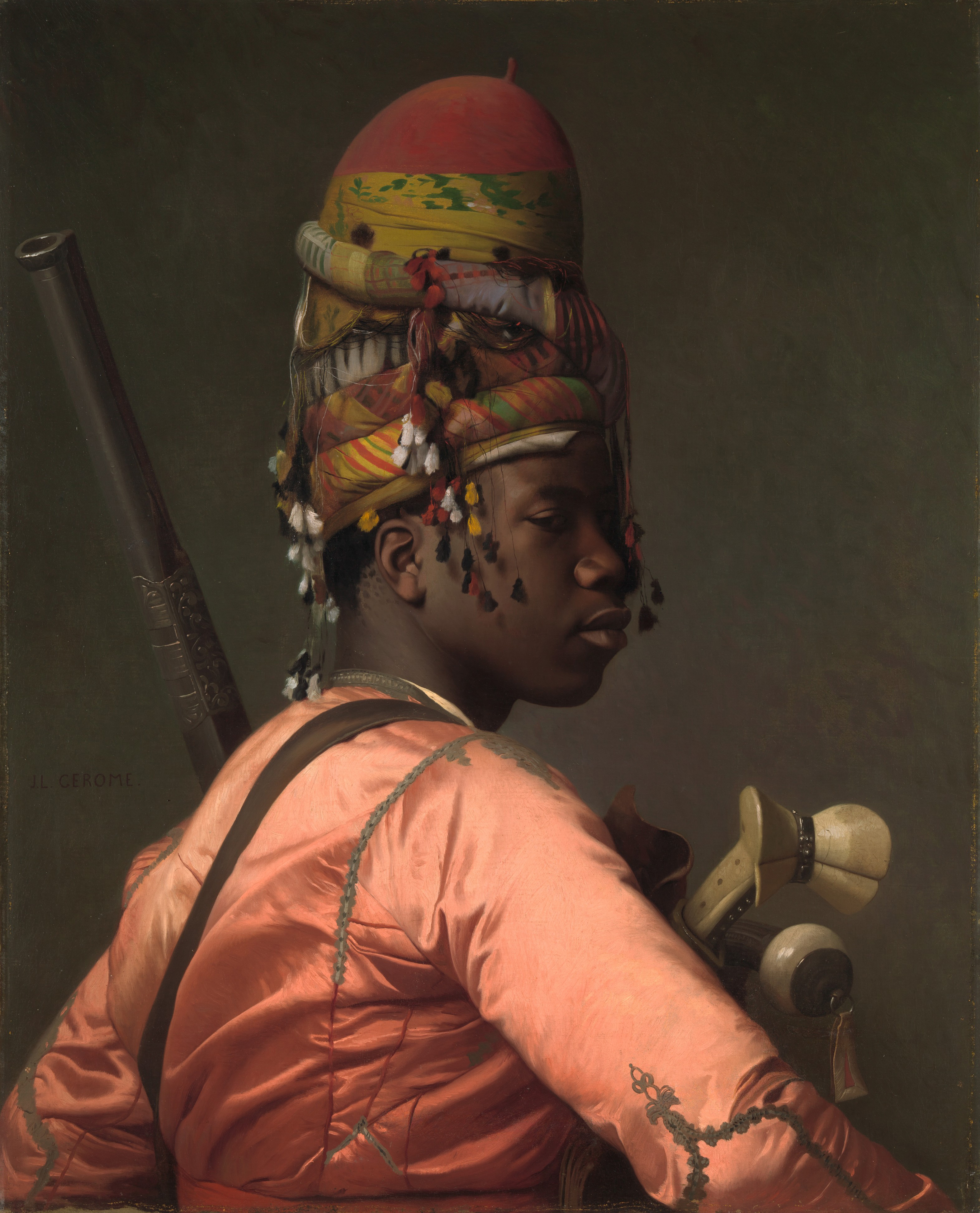
Башибузук-негр (1869)
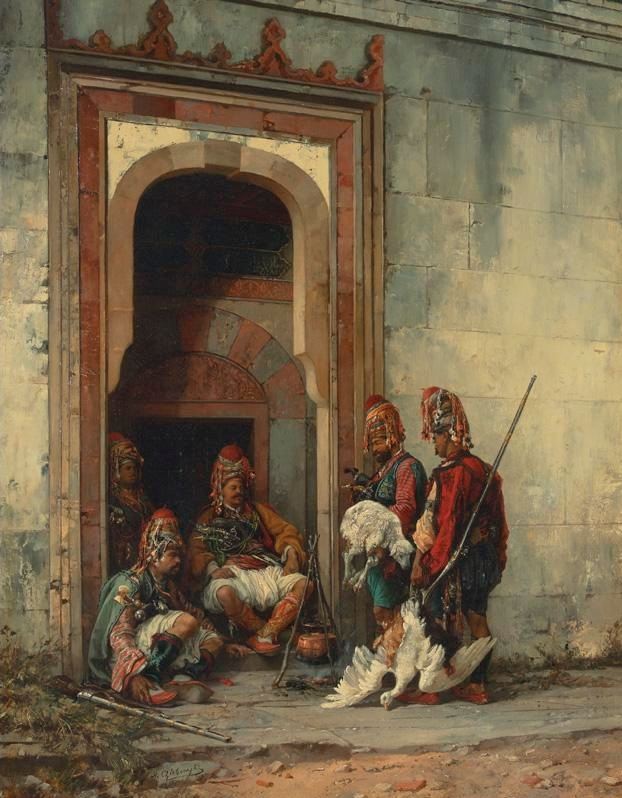
Башибузуки (1877)
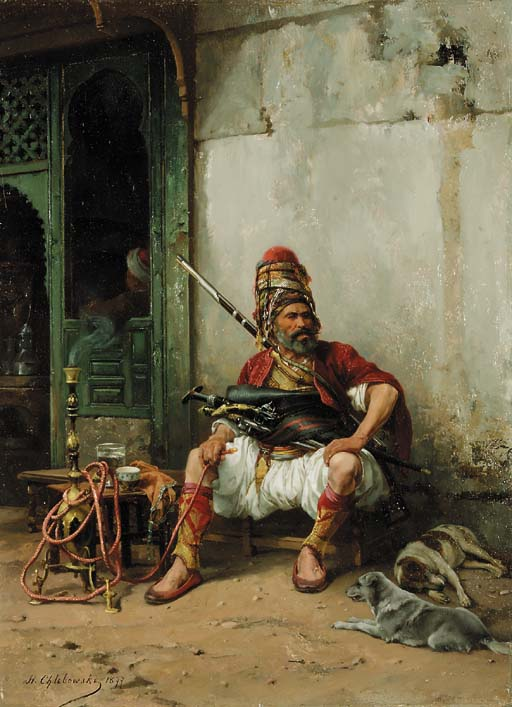
Башибузук з кальяном (1877)
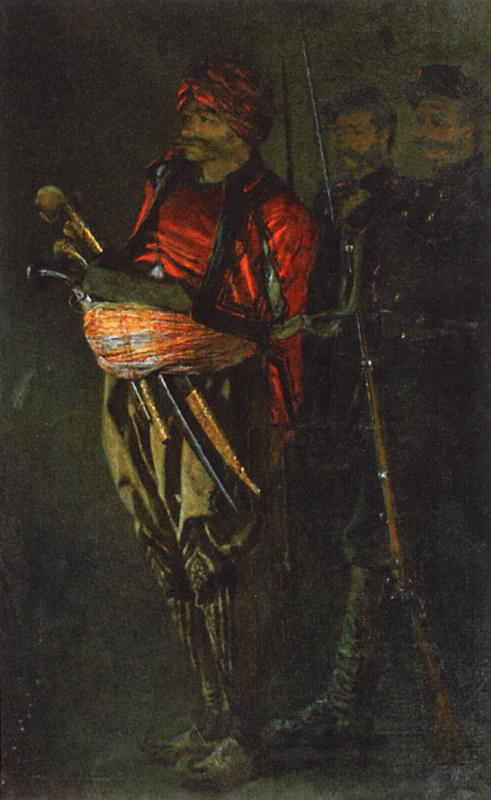
Башибузук-албанець (1877)
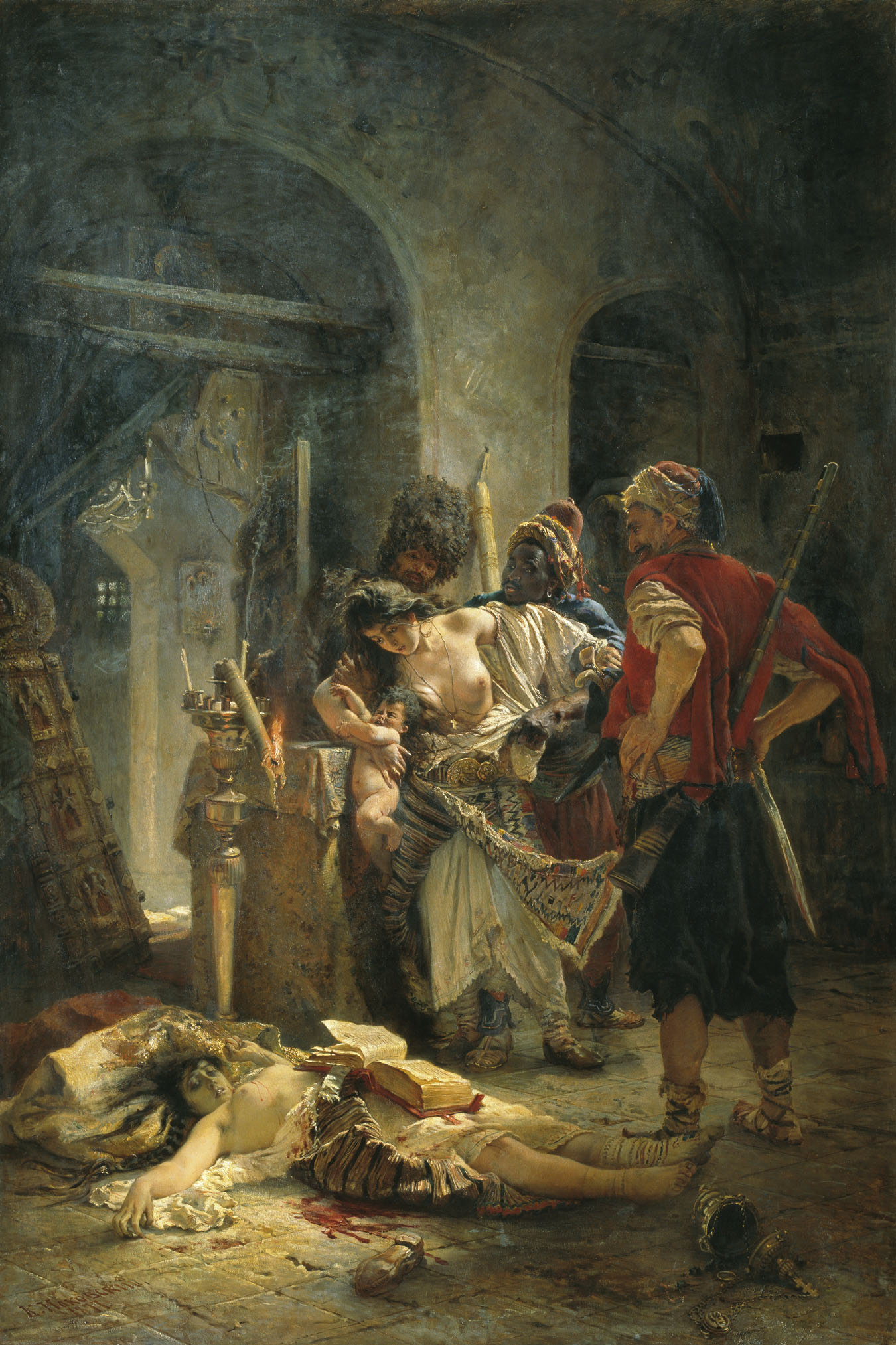
Звірства башибузуків у Болгарії (1877)
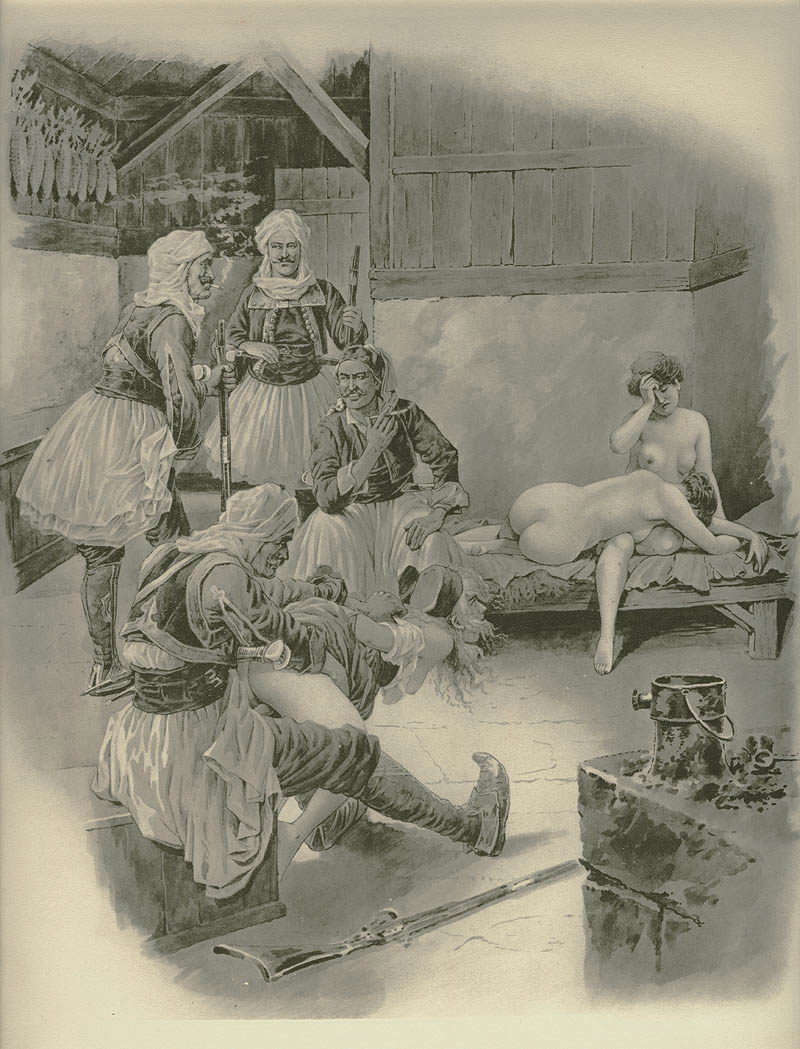
Звірства башибузуків (1877)
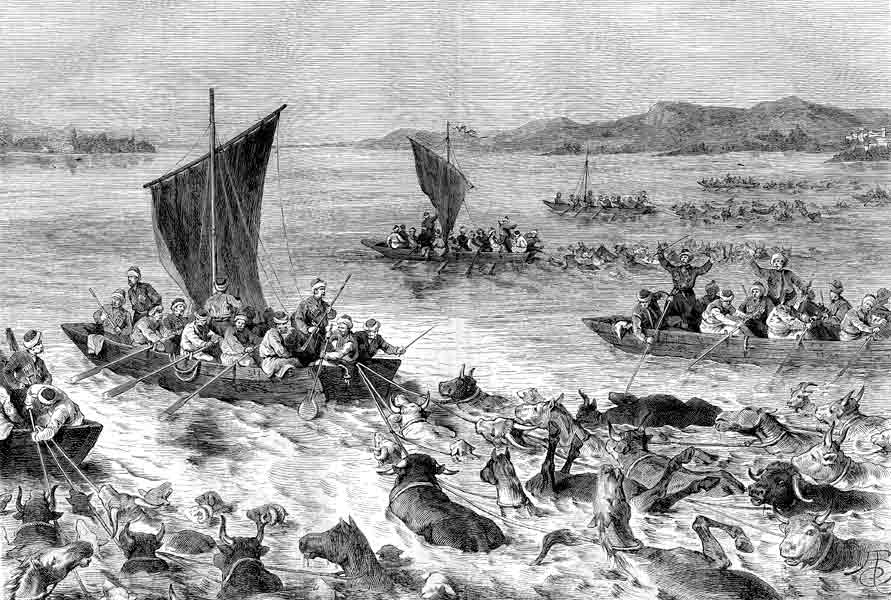
Башибузуки зі здобиччю
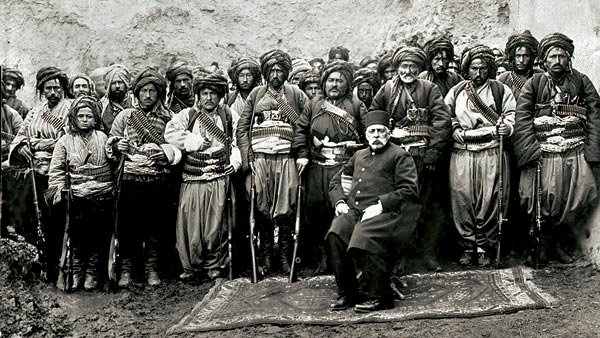
Башибузуки в Болгарії (1877—1878)
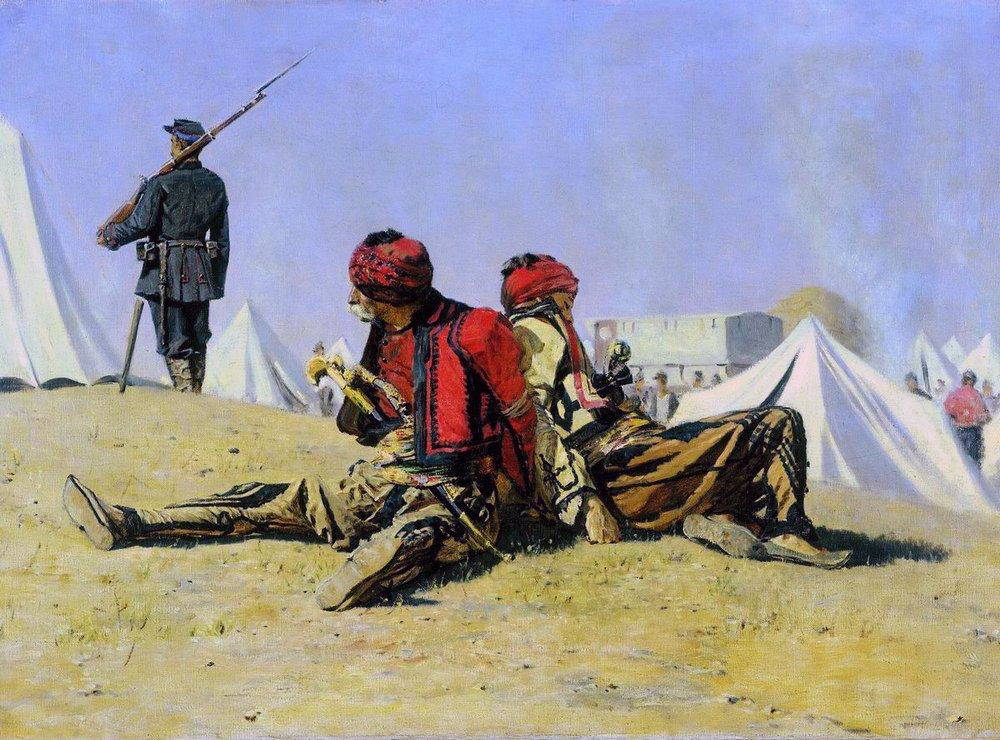
Башибузуки-бранці (1878)
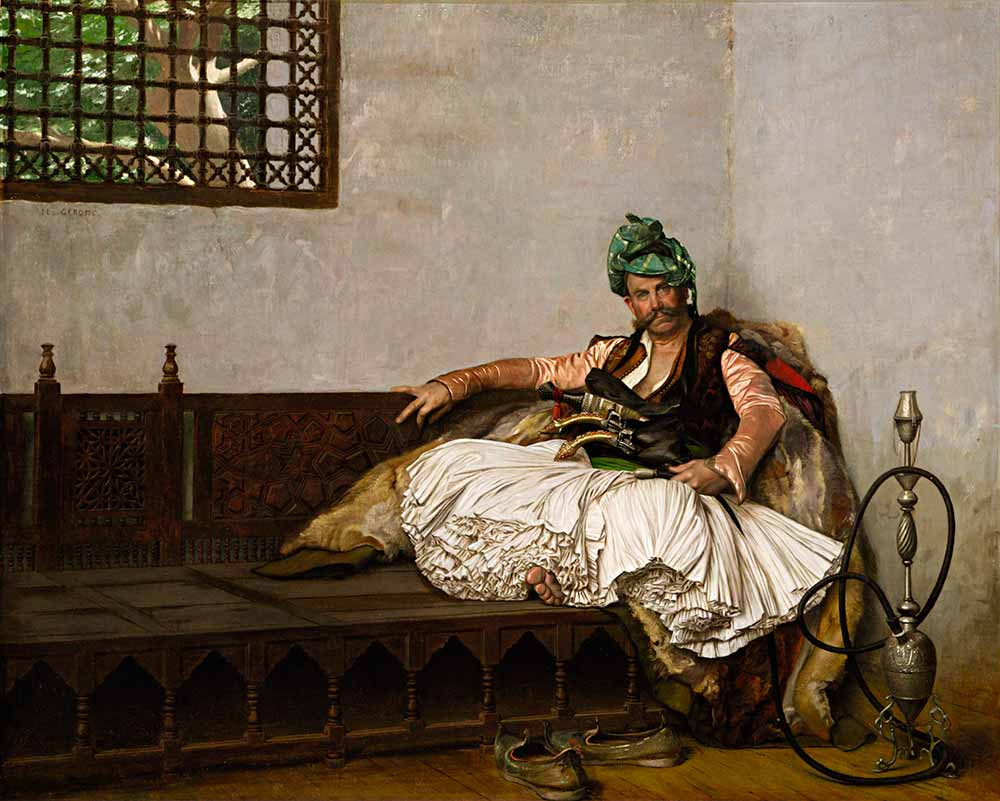
Офіцер башибузуків (1881)
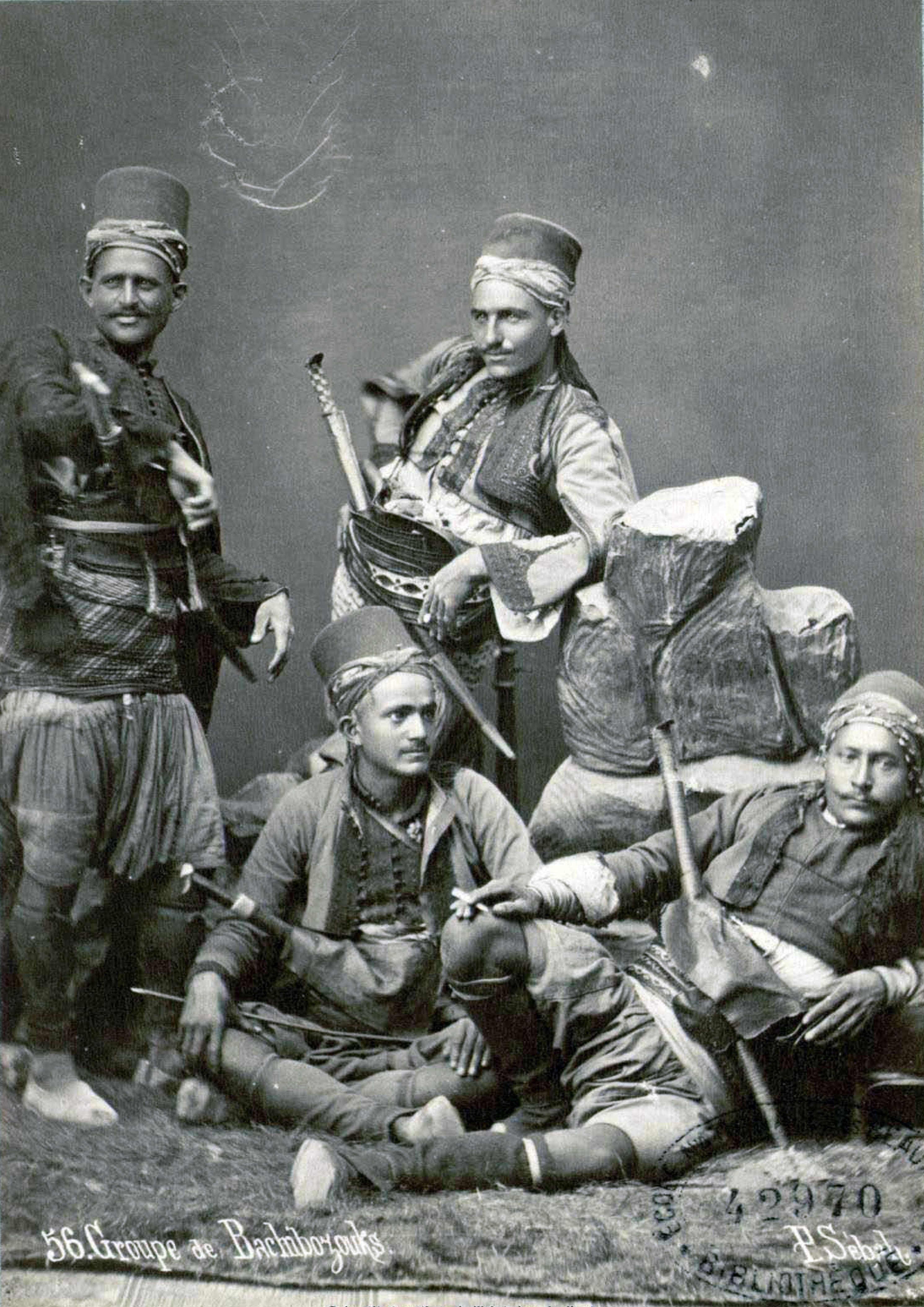
Башибузуки-горці (1896)
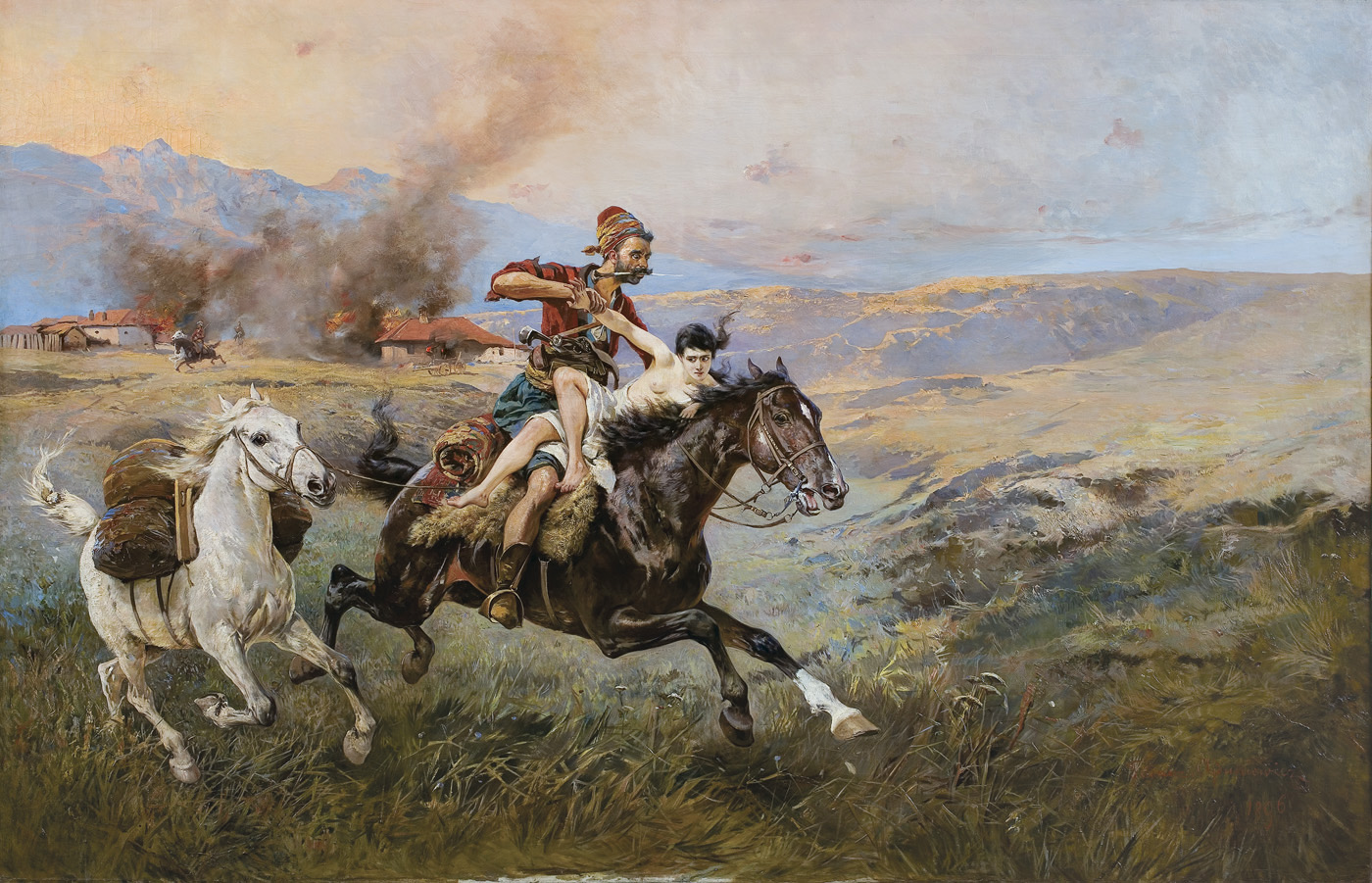
Викрадення дівчини башибузуком